# فقط تو (ترانه)
فقط تو (به انگلیسی: Only You) ترانه‌ای از زارا لارسن خواننده اهل سوئد است. ترانه بعنوان تک‌آهنگ هشتم از آلبوم دوم بسیار خوب وی در ۱۱ اوت ۲۰۱۷ انتشار یافت.
اشعار ترانه پیرامون خودارضایی و ارضای جنسی می‌باشد.

## نمودار

### نمودار هفتگی
| نمودار (۲۰۱۷)            | جایگاه |
| ------------------------ | ------ |
| سوئد (Sverigetopplistan) | ۵      |
| نروژ (VG-lista)          | ۳۹     |

### نمودار پایان سال
| نمودار (۲۰۱۷)            | جایگاه |
| ------------------------ | ------ |
| سوئد (Sverigetopplistan) | ۴۹     |

## تاریخچه انتشار
| منطقه               | تاریخ          | قالب           | ناشر | منابع  |
| ------------------- | -------------- | -------------- | ---- | ------ |
| استرالیا            | ۱۱ اوت ۲۰۱۷    | دانلود دیجیتال | سونی | [ ۷ ]  |
| کانادا              | ۱۱ اوت ۲۰۱۷    | دانلود دیجیتال | سونی | [ ۸ ]  |
| نیوزیلند            | ۱۱ اوت ۲۰۱۷    | دانلود دیجیتال | سونی | [ ۹ ]  |
| سوئد                | ۱۱ اوت ۲۰۱۷    | دانلود دیجیتال | سونی | [ ۱۰ ] |
| بریتانیا            | ۱۱ اوت ۲۰۱۷    | دانلود دیجیتال | سونی | [ ۱۱ ] |
| ایالات متحده آمریکا | ۱۱ اوت ۲۰۱۷    | دانلود دیجیتال | سونی | [ ۱۲ ] |
| آلمان               | ۶ اکتبر ۲۰۱۷   | دانلود دیجیتال | سونی | [ ۱۳ ] |
| فرانسه، کانادا      | ۲۲ دسامبر ۲۰۱۷ | دانلود دیجیتال | سونی | [ ۱۴ ] |